# Abbazia di Notre-Dame du Nid-au-Merle
L'Abbazia di Notre-Dame du Nid-au-Merle o abbazia di Saint-Sulpice des Bois è situata sul territorio del comune francese di Saint-Sulpice-la-Forêt, nell'antica foresta del Nid-au-Merle, oggi foresta di Rennes. Chiusa allo scoppio della rivoluzione francese è andata via via distrutta e non ne rimane altro che il transetto della chiesa abbaziale e poche altre parti.

## Il nome
L'antico nome della foresta sarebbe derivato da un episodio accaduto ad un giovane pastore, che aveva scoperto, non lontano da uno stagno, una statuetta della Madonna nel nido di un merlo. Per ben sette volte egli avrebbe portato la statuetta a casa, ed altrettante volte questa sarebbe misteriosamente sparita e ricomparsa nel luogo ov'era stata ritrovata, il nido di un merlo.
I testi dal XII secolo danno all'abbazia il nome di San Sulpizio. Ad esempio il necrologio del fondatore, Raoul de La Futaie, reca l'iscrizione:
()
La chiesa abbaziale è in effetti dedicata a San Sulpizio, vescovo di Bourges, che stava per essere canonizzato.
Ma, riferendosi ad una lettera del 1127 con la quale l'arcivescovo di Tours avrebbe citato il nome di Notre-Dame du Nid-de-Merle, padre Joseph Chardronnet ritiene che questo sia stato il primo nome dell'abbazia. Nome ch'essa avrebbe perso nel corso degli anni a favore di quello di Saint-Sulpice-des-Bois, poi quello di Saint-Sulpice-la-Forêt.
Una piccola cappella, vicina al monastero, è dedicata alla Madonna, ed è citata già nel 1146.
Essa è citata come Santa Maria sullo Stagno, poi Nostra Signora sull'Acqua (nome che, ricostruito, porta alla denominazione odierna), e talvolta persino "cappella ducale".

## Storia
Raoul de La Futaie, vecchio compagno di Roberto d'Arbrissel, era a capo di una comunità già insediata nella foresta quando, nel 1112, fondò l'abbazia.
Tra gli altri fondatori si conosce il nome di Goffredo Gastineau e quello dell'eremita Aubert Raoul, dopo aver fondato l'abbazia, non avrebbe soggiornato stabilmente in essa. Ermengarda d'Angiò (†1146), sposa di Alain Fergent, fu forse la benefattrice dell'abbazia..
Si trattava di un'abbazia doppia, secondo le antiche tradizioni del cristianesimo orientale e di quello celtico, cioè che accoglieva separatamente monaci e monache (les condonats), ma sotto l'unica guida di una abate (o di una badessa). Le monache si occupavano dei servizi, mentre i monaci garantivano l'assistenza spirituale e gli uffici divini.
I preti non entravano mai nello spazio ove vivevano le monache, neanche per somministrare loro i sacramenti ultimi: le monache morenti veniva infatti condotte nel coro della chiesa abbaziale per riceverli. Le due comunità di quest'abbazia erano riunite sotto l'autorità di una badessa.
La prima badessa di cui si conosce il nome, secondo Guy Alexis Lobineau (Dom Lobineau) sarebbe stata Maria di Blois, figlia di Stefano di Blois, e ciò fino al 1156.
È difficile rintracciare il percorso caotico di Maria di Blois, tanto confuse e contraddittorie sono le fonti in merito. Maria avrebbe un giorno lasciato l'abbazia per rientrare in Inghilterra insieme a sette monache. Il gruppetto sarebbe stato accolto nel monastero di Stratford at Bow nel Middlesex. La coabitazione fra religiose isolane e continentali si sarebbe rivelata difficile e quindi i genitori di Maria avrebbero creato per lei un nuovo monastero a Lillechurch (o Lilleherche, oggi Higham, nel Kent), filiale di Notre-Dame du Nid-au-Merle Maria sarebbe in seguito divenuta badessa di Romsey. Ed è da Romsey che Maria sarebbe stata rapita da Matteo di Lorena.
La badessa non riferiva al vescovo di Rennes ma direttamente alla Santa Sede. In meno di mezzo secolo vennero fondati una trentina di priorati, in Bretagna, nell'Angiò, nel Maine, nel Poitou ed in Inghilterra, assicurando all'abbazia una forte diffusione.
Molto potente, l'abbazia aveva il diritto di alta giustizia: aveva una sala per le udienze, prigioni, patiboli e quattro pali. Aveva sale, una grange dîmière, mulini ed una grossa colombaia..
Essa iniziò il suo declino con l'annessione della Bretagna alla Francia e subì numerosi e gravi inconvenienti: incendi negli anni 1556, 1651 e 1701, la peste nel 1583, le devastazioni delle guerre di religione nel 1595, la carestia nel 1661 e la distruzione di raccolti dovute alla grandine nel 1616.
La badessa più nota fu Margherita d'Angennes (in carica dal 1609 al 1662), un cui ritratto è conservato nella sala municipale di Saint-Sulpice-la-Forêt. S'ignora quando sia stato soppresso il monastero maschile, forse nel XVII secolo.
L'ultima badessa fu Maria Le Maistre de La Garlais. Allo scoppio della rivoluzione francese la comunità, che contò in passato più di 58 religiose, ne contava solo più 26: la badessa, sedici religiose nobili, 8 converse non nobili ed una novizia. A queste si aggiungevano due cappellani, 24 domestici e tredici pensionanti, per un totale di 65 persone. Il 13 ottobre 1792 le religiose dovettero evacuare i locali. Dopo la loro partenza, i beni e le terre vennero confiscati. Essi vennero venduti come beni nazionali il 16 agosto 1796. L'abbazia venne quindi saccheggiata e tra il 1835 ed il 1902 fu demolita.

## Vestigia dell'abbazia
L'abbazia doppia era costituita da un grande complesso, circondato da alte mura. I due chiostri e la maggior parte degli edifici conventuali sono spariti. Rimangono il transetto della chiesa abbaziale del XII secolo, posto a sud-est, e qualche edificio più recente e spesso snaturato:
- L'infermeria (1628, XIX e XX secolo,[1] qui oggi ospita la sede di un'associazione
- L'ala ovest del chiostro, come il padiglione dei visitatori, entrambi del XVII secolo.
- La portineria del 1423 e l'alloggio della badessa.
- Il mulino (verso il 1400[1]).
- La cappella di Notre-Dame-sur-l'Eau (citata nel 1146, ricostruita verso il 1447[1]).
- La sala del XVII secolo, uno dei pliù antichi monumenti delle terre del bacino di Rennes[19].
- L'auditorio e l'albergo del borgo.

La proprietà chiusa ricopriva una superficie di 50 giornate. A nord della chiesa abbaziale, il grande edificio conventuale si allungava fino alle cucine, ad ovest delle quali si trovava l'infermeria. A nord-ovest della chiesa abbaziale vie ra il chiostro delle monache. Ad ovest vi era la corte dei braccianti, il loro refettorio, il forno ed il padiglione dei visitatori. L'insieme si chiudeva a sud con gli appartamenti della badessa, nel prolungamento della chiesa abbaziale. Più a sud si trovavano le mulini della bannalità e gli edifici fiscali.
Il monastero maschile formava un vasto quadrato, circondato da un fossato a duecento metri di là, nel luogo detto la Butte-aux-moines (Il poggio dei monaci). Oggi livellato, l'insediamento si può notare solo sorvolandolo.

### La chiesa abbaziale

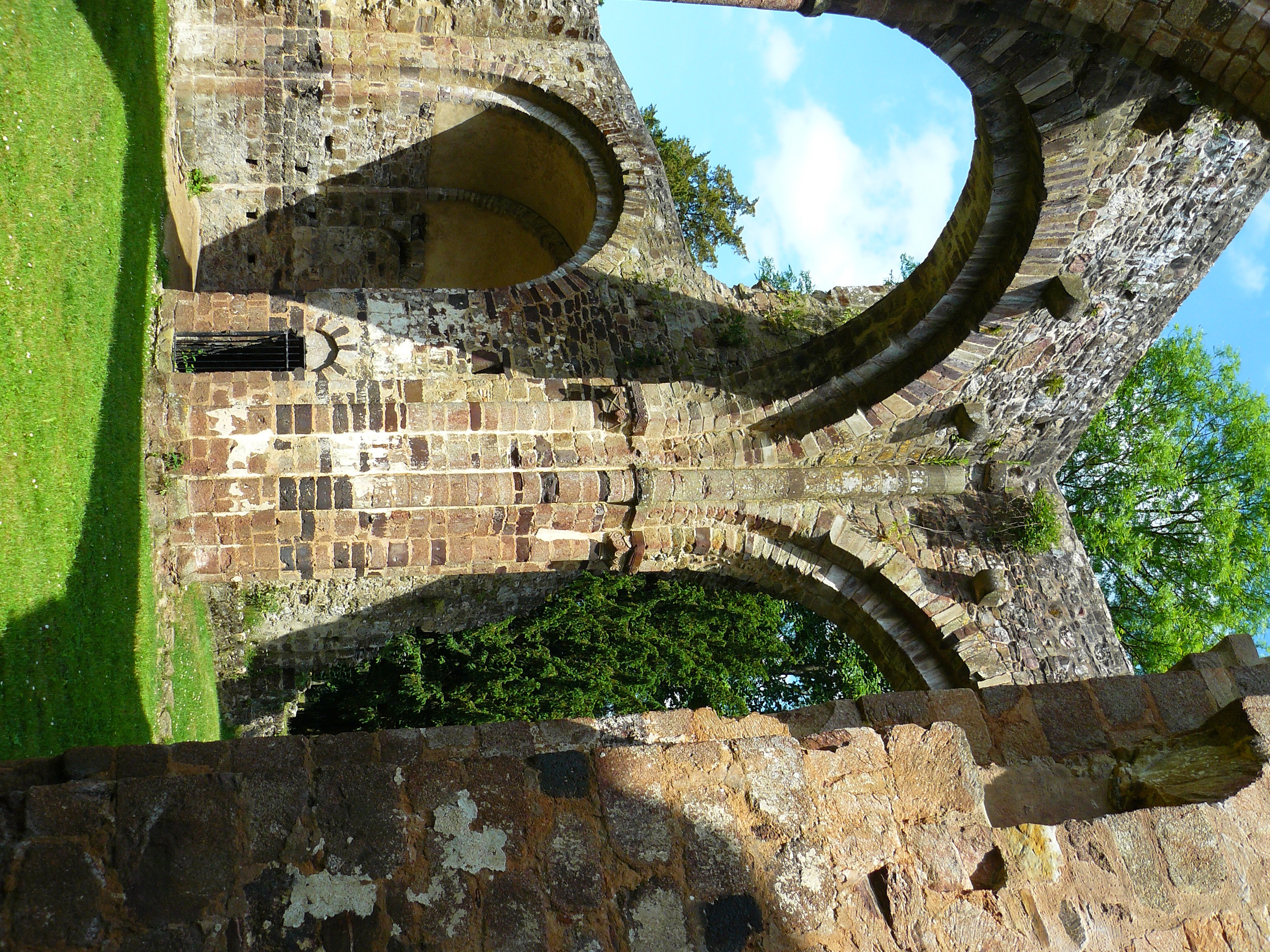
La crociera del transetto e, sullo sfondo, l'absidiola nord.
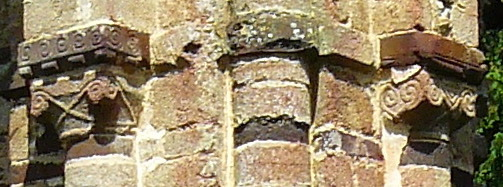
Capitelli della crociera del transetto.
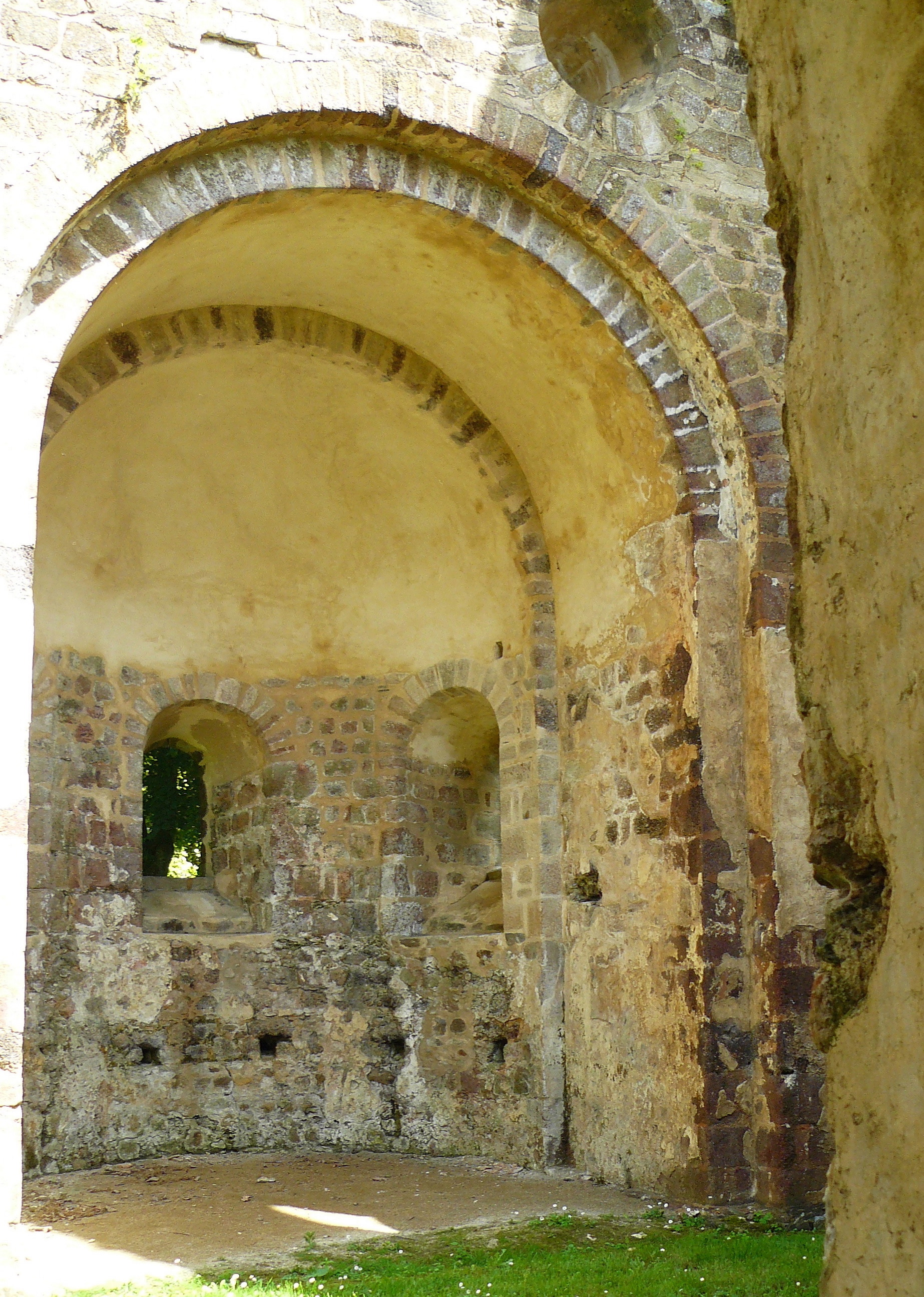
L'absidiola sud.

La chiesa abbaziale è un edificio singolare di architettura bretone del XII secolo (forse della metà del secolo, forse sotto Conan IV), d'una perfezione tecnica abbastanza rara. La maggior parte delle sue vestigia, di stile romanico, in roccia arenaria, in scisto e in granito, è originale. Di questa grande chiesa rimane essenzialmente il transetto.

#### Navata
La navata era lunga originariamente 33 metri. Quando rovinò a causa dell'uragano del 1616, si decise di dimezzarne la lunghezza. L'anno seguente un nuovo muro la chiuse ad ovest, mentre il muro a sud venne in parte rifatto. Dei muri di allora non rimane oggi che la parte sud più vicina al transetto.

#### Transetto
Il transetto è costituito da tre quadrati eguali: la crociera del transetto (quadrato centrale) e le due traverse (o braccia del transetto) che formano una cappella ciascuna. Due passaggi detti passages berrichons permettono la circolazione dalla navata centrale alle cappelle laterali, senza passare per la crociera del transetto, protetta da tramezzi e riservata alle monache. Sono i soli esemplari di passages berrichons in Bretagna, insieme a quello della chiesa di Tremblay.
Il transetto conserva le sue quattro possenti arcate a tutto sesto e doppio archivolto, che sostengono il campanile. I loro cunei, alternati in granito e scisto, sono accuratamente allestiti. Essi poggiano su quattro pilastri quadrati, rinforzati agli angoli da colonne. Queste ultime provano l'esistenza, all'origine, di una volta (gli zoccoli, testimoni dell'esistenza di un pavimento, non sono gli originali). Gli otto capitelli di queste colonne presentano motivi ornamentali vari, che talvolta debordano sull'abaco: chiocciolette, figure umane, foglie acquatiche, bollette, greche, ecc.
Questi abachi si prolungano sulla pila formando una cornice che unisce i capitelli ed inanellano l'insieme costituito da pila e colonne. Si tratta di un motivo che si vede raramente.
Il "santuario" comprende due parti. Nel quadrato del coro propriamente detto, stavano le monache. L'abside, ove si trovava l'altar maggiore, è scomparso. Le due absidiole sono originali.
Nella crociera nord vi sono tracce policrome molto varie: sulla porta della torretta della scala o nell'absidiola, ove s'indovinano bande nere, fogliame verde, fiori rossi a cinque petali.
La traversa sud era dedicata, nel medioevo, a san Giacomo. Essa protegge la quasi totalità dei suoi muri e tutte le sue aperture. Sul muro a sud, la finestra romanica è stata rimpiazzata nel XV secolo da una gotica.

#### Cappella di San Raoul
La traversa sud è prolungata da un edificio un po' più lungo ed un po' più stretto, che fa parte di un progetto originale, in passato sovrastato da una volta, ricoperta da una tettoia. Si tratta di una cappella sepolcrale, detta Cappella di San Raoul.
È quella ove il cronista domenicano Alberto il Grande disse di avervi visto le spoglie di Raoul de La Futaie e del suo compagno Aubert, i due fondatori dell'abbazia.
Alcuni scavi hanno in effetti consentito il ritrovamento di due sarcofaghi murati, vuoti, i piedi volti verso oriente, circondati da una quantità di monete dal XII al XVIII secolo. Si entra in questa cappella dal braccio meridionale del transetto, il che permette ai pellegrini di accedere alle reliquie, diversamente da quanto si verifica a Fontevraud, ove la tomba di Roberto d'Arbrissel si trova al centro del convento femminile.
Questa cappella serve oggigiorno da luogo d'ibernazione a cinque specie di pipistrelli. Vi era in passato un'identica cappella in prolungamento del braccio settentrionale. Essa accoglieva probabilmente le salme delle badesse.

## La statuetta
S'ignora che cosa sia stato della statuetta miracolosa. Le suore, allorché lasciarono il complesso nel 1792, portarono con loro una statuetta in legno di otto centimetri di altezza, che risalirebbe al XV secolo. Si tratta di una Vergine con Bambino, un tempo recante un diadema in capo. Essa è attualmente visibile nella chiesa parrocchiale di Saint-Sulpice-la-Forêt.

## Elenco delle badesse
- ? -1159: Maria I di Blois
- 1159-11?? : Nina
- 11??-1198: Ennoguent di Bretagna
- 1198-1210: Amelina di Scozia
- 1210-1214: Oliva I
- 1214-1228: Mabille
- 1228-1239: Eustachia I
- 1239-1240: Amice di Dinan
- 1240-1250: Giovanna I Bonamy
- 1250-1258: Giovanna II di Keraer[25]
- 1258-1285: Agnese
- 1285-1294: Guglielmetta I
- 1294-1302: Eustachia II
- 1302-1315: Giovanna III
- 1315-1345: Perrine des Granges
- 1345-1372: Margherita I di Coëtquen
- 1372-13?? : Almote
- 13??-1391: Guibaude d'Orange
- 1391-1407: Giovanna IV Millon
- 1407-1426: Gillette de Talie
- 1426-14?? : Guillemette II Millon
- 14??-1461: Giovanna V de Quédillac
- 1461-14?? : Maria II
- 14??-1498: Giovanna VI Millon
- 1498-1529: Andrea Belloneau
- 1529-1546: Alizon de Pontbellanger
- 1546-1577: Giacomina d'Harcourt
- 1577-1579: Margherita II d'Harcourt
- 1579-1583: Gabriella di Morais de Brézolles
- 1583-1608: Antoinetta di Morais de Brézolles
- 1608-1662: Margherita III d'Angennes de Rambouillet
- 1662-1704: Margherita IV di Morais de Brézolles
- 1704-1721: Angelica-Renata de La Forest d'Armaillé du Boisgélin
- 1721-1727: Oliva II Claudia-Eleonora di Lesquen de La Villemeneust
- 1727-1755: Maddalena I Elisabetta di Bouchard d'Esparbès de Lussan d'Aubeterre
- 1755-1778: Maddalena II Clotilde de La Bourdonnaye de Clermont
- 1778-1792: Maria III Angelica-Enrichetta Le Maistre de La Garlaye

Fonte: Gallia Christiana

## Monumento storico
Molti elementi dell'abbazia sono stati classificati come monumenti storici:
- 15 dicembre 1926: iscrizione dei resti dell'abbazia, salvo le parti già classificate;
- 26 maggio 1992: classificazione della cappella di Notre-Dame-sur-l'Eau;
- 9 settembre 1993 (rettifica il 29 aprile 1994) : classificazione delle vestigia della chiesa abbaziale.

## L'abbazia in letteratura
Un capitolo del Marquis de Fayolle, il romanzo incompiuto di Gérard de Nerval, si svolge in quest'abbazia.